# Кордье, Арно
Арно́ Кордье́ (фр. Arnaud Cordier) (26.11.1974, Дижон) — французский шашист, бронзовый призёр чемпионата Европы 2014 года по международным шашкам. Многократный чемпион Франции (1996, 1997, 1998, 2000, 2001, 2005, 2007, 2008, 2010, 2011, 2012, 2013, 2014, 2015, 2016, 2018, 2022). Участник чемпионатов Европы 1999 (10 место), 2007 (9 место), отборочного турнира претендентов на звание чемпиона мира по стоклеточным шашкам в Якутске в 2002 году, в Корбахе в 2012 году (8 место, отобрался на Чемпионат мира 2013, куда не смог приехать).
На чемпионате мира 2015 года занял 12 место. На чемпионате мира 2023 года занял 13 место.
Национальный гроссмейстер. Международный гроссмейстер.
FMJD-Id: 10155
Игрок клуба Montrouge.
Его отец Анри Кордье — чемпион Франции в 1979 году.